# Theretra celata
Espèce
Theretra celata est une espèce d'insectes lépidoptères de la famille des Sphingidae, de la sous-famille des Macroglossinae, de la tribu des Macroglossini, de la sous-tribu des Choerocampina et du genre Theretra.

## Description
L'envergure varie de 35 à 42 mm pour les mâles et de 41,5 à 48,9 mm pour les femelles. L'espèce est similaire à Theretra clotho clotho, mais le ton général est plus clair et jaunâtre. La face inférieure avant-montante a une zone brun noirâtre qui est généralement moins étendue que dans Theretra clotho clotho. Le dessus des ailes postérieures a une bande médiane chamois plus large que chez Theretra clotho clotho et plus ou moins étendue à la marge costale.

## Répartition et habitat
Répartition
L'espèce est connue depuis les Moluques à l'est jusqu'au Vanuatu et au sud jusqu'en Australie .

## Systématique
- L'espèce Theretra celata a été décrite par l'entomologiste britannique Arthur Gardiner Butler en 1877, sous le nom initial de Chaerocampa celata[1]

Elle a été longtemps considérée comme une sous-espèce de Theretra clotho avant de reperdre son statut initial d'espèce.

### Synonymie
- Chaerocampa celata Butler, 1877Protonyme
- Theretra clotho celata (Butler, 1877)
- Chaerocampa cloacina Miskin, 1891
- Chaerocampa luteotincta Lucas, 1891

### Liste des sous-espèces
- Theretra celata celata
- Theretra celata babarensis Eitschberger, 2005 (Moluques)